# Cyrtodactylus darevskii
Espèce
Cyrtodactylus darevskii est une espèce de geckos de la famille des Gekkonidae.

## Systématique
L'espèce Cyrtodactylus darevskii a été décrite en 2014 par Roman Alekseevich Nazarov (d), Nikolay Andreevich Poyarkov (d), Nikolaï OrlovOrlov, Sang Ngoc Nguyen (d), Konstantin Dmitrievich Milto (d), Aleksey A. Martynov (d), Eugene L. Konstantinov (d), Anatoliy S. Chulisov (d).

## Répartition
Cette espèce est endémique de la province de Khammouane au Laos.

## Description
Le mâle holotype mesure 90,0 mm de longueur standard avec une queue de 105,0 mm.

## Étymologie
Cette espèce est nommée en l'honneur de l'herpétologiste russe Ilya Sergeevich Darevsky (1924-2009).

## Publication originale
- (en) R. A. Nazarov, N. A. Poyarkov, Jr, N. L. Orlov, N. S. Nguyen, K. D. Milto, A. A. Martynov, E. L. Konstantinov et A. S. Chulisov, « A review of genus Cyrtodactylus (Reptilia: Sauria: Gekkonidae) in fauna of Laos with description of four new species », Trudy Zoologicheskogo Instituta, Institut zoologique de l'Académie russe des sciences (d), vol. 318, no 4,‎ 2014, p. 391-423 (ISSN 0206-0477 et 2221-3996, lire en ligne).